# گرسرشن
شهر گرسرشندر ایالت برندنبورگ در کشور آلمان واقع شده‌است.

## نگارخانه

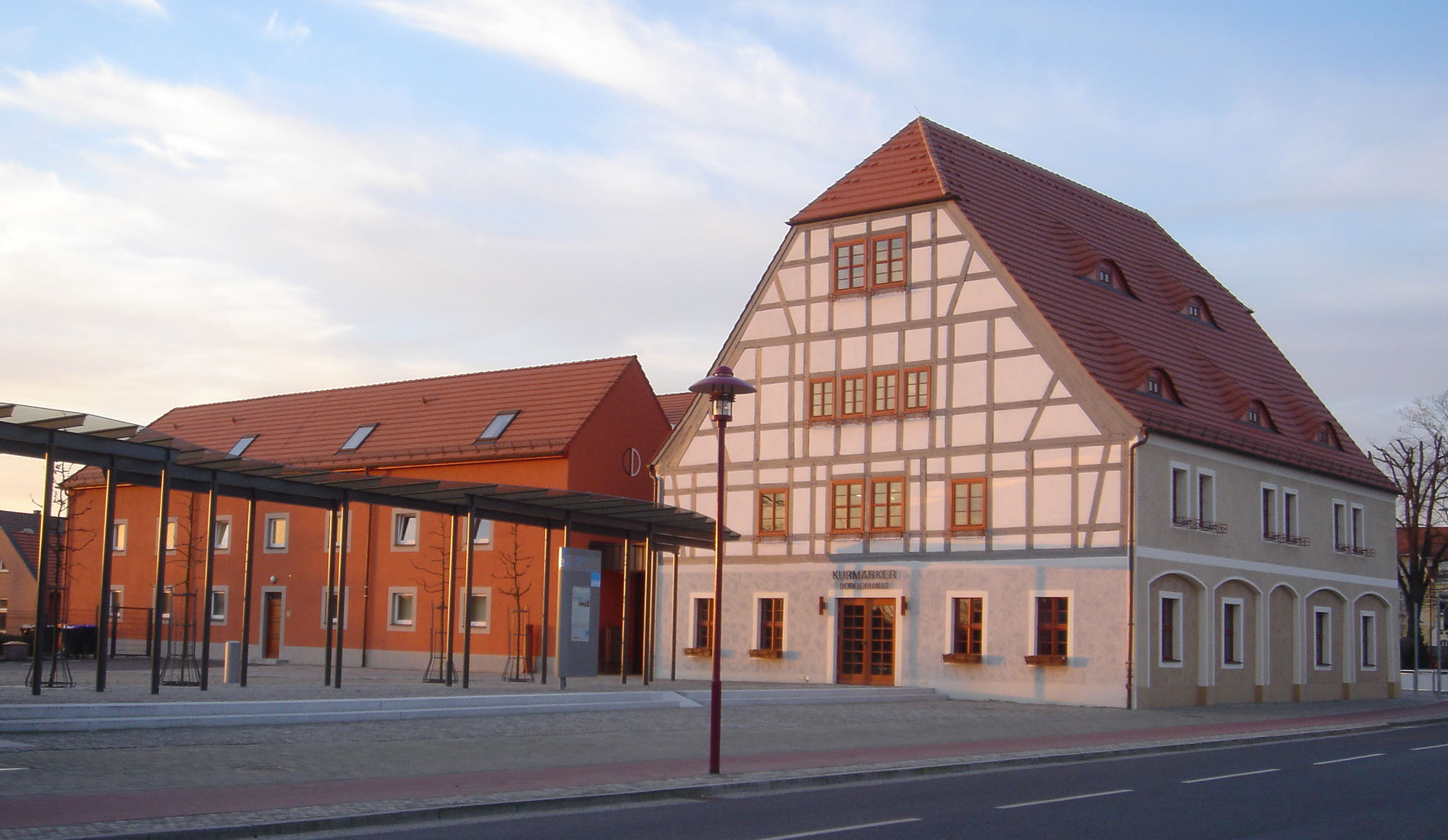
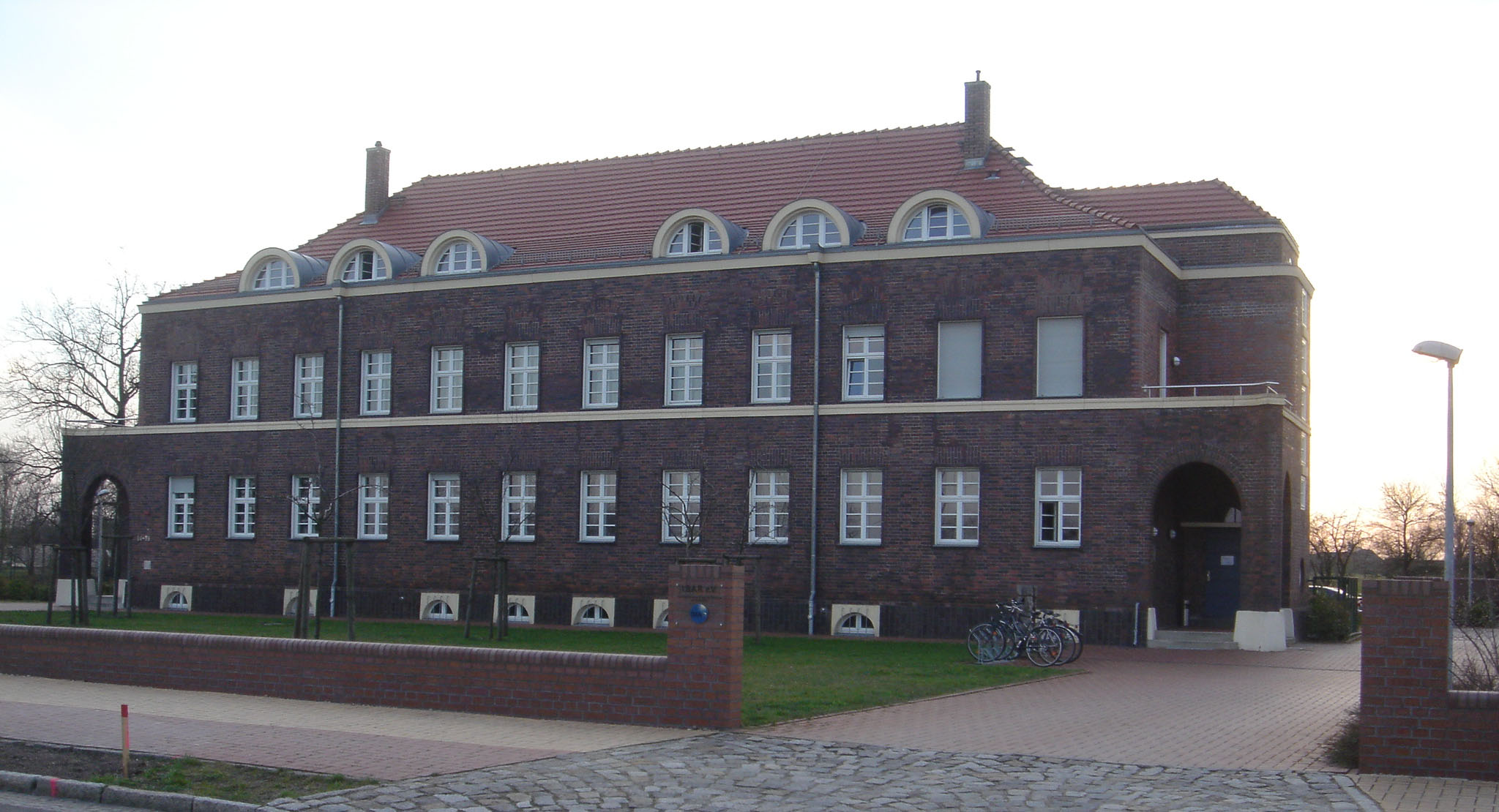